# Iron Man 2 (Soundtrack)
Iron Man 2 ist ein Soundtrack-Album der australischen Hard-Rock-Band AC/DC zur gleichnamigen Comic-Adaption Iron Man 2. Es wurde in Deutschland am 16. April 2010 veröffentlicht.

## Hintergrund
Bei Iron Man 2 handelt es sich nach Who Made Who erst um das zweite Album, welches für einen Film veröffentlicht wurde. Das Management der Band verweigerte bis zu diesem Zeitpunkt ein Best-of-Album, weshalb der Soundtrackbeitrag von vielen als solches betrachtet wird. Für den offiziellen Trailer wurden neben dem Black-Sabbath-Lied Iron Man ebenfalls drei AC/DC-Lieder (Shoot to Thrill, War Machine und The Razors Edge) verwendet, die auch auf der Kompilation enthalten sind. Shoot to Thrill wird auch zu Beginn des Filmes in einer Szene gespielt, die von einem Besuch von Regisseur Jon Favreau auf einem Konzert der Band inspiriert worden war. Highway to Hell wird zum Ende von Iron Man 2 hin gespielt.
Der Soundtrack erschien am 16. April in Deutschland, gut einen Monat vor dem eigentlichen Filmstart in den USA (7. Mai). Zu diesem Zeitpunkt befand sich die Band im Endstadium der Tournee zum 14. Studioalbum Black Ice. Ein weiteres Soundtrack-Album, das ausschließlich die orchestralen Kompositionen des Films von John Debney enthält, erschien am 20. Juli unter dem Titel Iron Man 2: Original Motion Picture Score.

## Titelliste
| #  | Titel                             | Länge | Original-Album                          |  |
| -- | --------------------------------- | ----- | --------------------------------------- |  |
| 1  | Shoot to Thrill                   | 5:17  | Back in Black                           |  |
| 2  | Rock ‘n’ Roll Damnation           | 3:37  | Powerage                                |  |
| 3  | Guns for Hire                     | 3:26  | Flick of the Switch                     |  |
| 4  | Cold Hearted Man                  | 3:36  | Powerage                                |  |
| 5  | Back in Black                     | 4:15  | Back in Black                           |  |
| 6  | Thunderstruck                     | 4:52  | The Razors Edge                         |  |
| 7  | If You Want Blood (You’ve Got It) | 4:36  | Highway to Hell                         |  |
| 8  | Evil Walks                        | 4:23  | For Those About to Rock (We Salute You) |  |
| 9  | T.N.T.                            | 3:34  | T.N.T.                                  |  |
| 10 | Hell Ain’t A Bad Place to Be      | 4:14  | Let There Be Rock                       |  |
| 11 | Have a Drink on Me                | 3:58  | Back in Black                           |  |
| 12 | The Razors Edge                   | 4:22  | The Razors Edge                         |  |
| 13 | Let There Be Rock                 | 6:06  | Let There Be Rock                       |  |
| 14 | War Machine                       | 3:09  | Black Ice                               |  |
| 15 | Highway to Hell                   | 3:28  | Highway to Hell                         |  |

Bonus-DVD der Deluxe-Edition
1. Shoot to Thrill (Iron Man 2 Video)
2. Making of von Shoot to Thrill (Iron Man 2 Video)
3. Highway to Hell (Live im River Plate Stadion, Buenos Aires, 2009)
4. Rock ’n’ Roll Damnation (Live im Apollo Theatre, Glasgow, 1978)
5. If You Want Blood (You’ve Got It) (vom Highway to Hell Musik-Video, 1979)
6. Back in Black (Live bei Plaza de Toros de Las Ventas, Madrid, 1996)
7. Guns for Hire (Live in der Joe Louis Arena, Detroit, MI, 1983)
8. Thunderstruck (Live im Donington Park, 1991)
9. Let There Be Rock (Live bei Plaza de Toros de Las Ventas, Madrid, 1996)
10. Hell Ain’t a Bad Place to Be (Live in Circus Krone, München, 2003)

## Besetzung
Gesang:
- Titel 2, 4, 7, 9–10, 13, 15 – Bon Scott
- Titel 1, 3, 5–6, 8, 11–12, 14 – Brian Johnson

Lead-Gitarre:
- Sämtliche Titel – Angus Young

Rhythmus-Gitarre:
- Sämtliche Titel – Malcolm Young

E-Bass:
- Titel 1–8, 11–12, 14–15 – Cliff Williams
- Titel 9–10, 13 – Mark Evans

Schlagzeug:
- Titel 1–5, 7–11, 13–15 – Phil Rudd
- Titel 6, 12 – Chris Slade

## Rezeption
Das Soundtrackalbum wurde von vielen Kritikern und Fans aufgrund dessen, dass keine neuen Stücke vorzufinden sind als irrelevant angesehen. Boris Kaiser vom deutschen Magazin Rock Hard etwa war der Ansicht, dass die Band wegen ihres großen Bekanntheitsgrades den Leuten alles andrehen könnte. Er bezeichnete Iron Man 2 als „eine weitere verzweifelte Cross-Marketing-Attacke darbender Multinationaler“.
Auch im Metal Hammer urteilte Redakteur Christof Leim, dass Fans nicht nach „unentdeckten Schätzchen“ zu Suchen bräuchten und auch nur die Hälfte der Lieder auf einem Best Of der Band auftauchen würde. Er verglich Iron Man 2 auch mit den früheren Soundtrack-Beiträgen wie der Single Big Gun (Last Action Hero, 1993) und dem Album Who Made Who (Rhea M – Es begann ohne Warnung, 1986), für die im Gegensatz neue Stücke geschrieben wurden.
Auf Laut.de meinte auch Eberhard Dobler, dass das Album ohne neue Stücke sich nicht lohnen würde. Jedoch warf er auch einen Einwand ein: „Wer will bestreiten, dass er knochentrocken groovende Banger wie Back in Black oder If You Want Blood (You’ve Got It) auch zum tausendsten Mal geil findet? Eben.“ Abschließend vergab Dobler drei von fünf möglichen Sternen.

## Charts und Chartplatzierungen
Das Album erwies sich als besonders erfolgreich in den Charts. So erreichte es in mehreren Ländern die Top 10 als auch den Spitzenplatz der jeweiligen Hitliste. So war Iron Man 2 in Australien auf Rang zwei und in den USA auf Rang vier. Spitzenpositionen erreichten man unter anderem in Deutschland, Österreich, der Schweiz und Großbritannien. In Deutschland schaffte es die Band somit zum dritten Mal in Folge nach Stiff Upper Lip (2000) und dem aktuellen Studioalbum Black Ice (2008) mit einem Album auf Platz eins der deutschen Albumcharts.
| ChartsChartplatzierungen       | Höchstplatzierung | Wochen |
| ------------------------------ | ----------------- | ------ |
| Australien (ARIA)              | 2 (16 Wo.)        | 16     |
| Deutschland (GfK)              | 1 (29 Wo.)        | 29     |
| Österreich (Ö3)                | 1 (33 Wo.)        | 33     |
| Schweiz (IFPI)                 | 1 (24 Wo.)        | 24     |
| Vereinigtes Königreich (OCC)   | 1 (46 Wo.)        | 46     |
| Vereinigte Staaten (Billboard) | 4 (30 Wo.)        | 30     |

| ChartsJahrescharts (2010)      | Platzierung |
| ------------------------------ | ----------- |
| Australien (ARIA)              | 44          |
| Deutschland (GfK)              | 38          |
| Österreich (Ö3)                | 12          |
| Schweiz (IFPI)                 | 20          |
| Vereinigtes Königreich (OCC)   | 39          |
| Vereinigte Staaten (Billboard) | 65          |

## Auszeichnungen für Musikverkäufe
| Land/Region                  | Auszeichnungen für Musikverkäufe (Land/Region, Auszeichnung, Verkäufe) | Verkäufe  |
| ---------------------------- | ---------------------------------------------------------------------- | --------- |
| Australien (ARIA)            | Platin                                                                 | 70.000    |
| Brasilien (PMB)              | Gold                                                                   | 20.000    |
| Deutschland (BVMI)           | 3× Gold                                                                | 300.000   |
| Finnland (IFPI)              | Platin                                                                 | 25.022    |
| Frankreich (SNEP)            | Gold                                                                   | 50.000    |
| Griechenland (IFPI)          | Gold                                                                   | 3.000     |
| Irland (IRMA)                | Platin                                                                 | 15.000    |
| Italien (FIMI)               | Platin                                                                 | 60.000    |
| Mexiko (AMPROFON)            | Gold                                                                   | 30.000    |
| Neuseeland (RMNZ)            | Gold                                                                   | 7.500     |
| Österreich (IFPI)            | Gold                                                                   | 15.000    |
| Polen (ZPAV)                 | Gold                                                                   | 10.000    |
| Russland (NFPF)              | Gold                                                                   | 10.000    |
| Schweden (IFPI)              | Platin                                                                 | 40.000    |
| Schweiz (IFPI)               | Platin                                                                 | 30.000    |
| Spanien (Promusicae)         | Gold                                                                   | 30.000    |
| Ungarn (MAHASZ)              | Platin                                                                 | 6.000     |
| Vereinigte Staaten (RIAA)    | Gold                                                                   | 500.000   |
| Vereinigtes Königreich (BPI) | 2× Platin                                                              | 600.000   |
| Insgesamt                    | 11× Gold · 10× Platin ·                                                | 1.821.522 |

Hauptartikel: AC/DC/Auszeichnungen für Musikverkäufe